# Internet Tweak
Internet Tweak — условно-бесплатный твикер, разработанный специально для тонкой настройки и оптимизации интернет-соединения в операционной системе Microsoft Windows.

## Описание
Internet Tweak предоставляет пользователям мощный и простой в использовании инструмент для настройки Интернет-соединения, доступ к скрытым возможностям Internet Explorer, Outlook Express, Netscape Communicator и прочим популярным программам. Кроме того, предлагает много отдельных советов и хитростей для повышения производительности (MTU, dial-up, TCP/IP). 
Все твики программы, которых более 300, разделены на категории, в частности «Dial-Up Networking», «Internet Explorer», «Outlook Express», «Windows Integration», «Netscape Communicator», «Miscellaneous», а также советы и подсказки к ним. Все внесённые действия можно откатить назад в первоначальное состояние.
В качестве защиты от нежелательных «чужих рук» на запуск твикера можно установить надежный пароль.

## Особенности
- Увеличение производительности Интернет-соединения.
- Оптимизация настроек модема для увеличения скорости передачи данных.
- Оптимизация MTU, TCP/IP.
- Ускорение поиска в Интернете, а также отключение просмотра локальных файлов.
- Запускать Internet Explorer и Netscape Communicator в полноэкранном режиме.
- Скрыть учётную запись электронной почты.
- Персонализация и защита Internet Explorer, Outlook Express, Netscape Communicator от нежелательных людей.
- Настройка Internet Explorer (изменение логотипа, фона, заголовка с логотипом и пр.), а также параметров реестра Windows.
- Открытие пасхальных яиц в Internet Explorer, Microsoft Chat, Outlook Express и Netscape Communicator.
- Отлов спамерских электронных писем.
- И многое другое.